# Vichtbachtal mit Grölis-, Schlee- und Lensbach
Das Naturschutzgebiet Vichtbachtal mit Grölis-, Schlee- und Lensbach liegt im Gebiet von Roetgen. Namensgebend ist der Vichtbach, dessen Oberlauf sich im Naturschutzgebiet befindet.

## Schutzzweck
Geschützt werden sollen die Lebensräume für viele nach der Roten Liste gefährdeten Pflanzen, Pilze und Tiere in NRW.
Die Ziele sind die Erhaltung und die Entwicklung folgender natürlicher Lebensräume gemäß Anhang I der FFH-Richtlinie:
- Quellen
- naturnahe und unverbaute Bachabschnitte
- Nass- und Feuchtgrünland
- Auenwald